# Colorado EC
Die Colorado Esporte Clube, kurz Colorado EC war ein Fußballverein aus Curitiba, der Hauptstadt des brasilianischen Bundesstaates Paraná. Der Klub wurde 1971 gegründet und 1989 durch Fusion aufgelöst.

## Geschichte
Der Klub wurde am 29. Juni 1971 durch die Vereinigung des siebenfachen Staatsmeister von Paraná Britânia SC (1918–23, 1928), dem CA Ferroviário, achtfacher Titelträger (1937–38, 1944, 1948, 1950, 1953, 1965–66), und dreifachem Meister Palestra Itália FC (1924, 1926, 1932) gegründet. 
Der Name des neuen Klubs leitet sich vom Spitznamen Ferroviário ab, der aufgrund der roten Farbe seines Trikots Colorado genannt wurde. Er hatte auch den Spitznamen Boca-Negra (schwarzer Mund).
Alle drei Klubs spielten in der Staatsmeisterschaft nur noch eine untergeordnete Rolle und wollten mit dem Zusammenschluss einen wettbewerbsfähigen Klub schaffen. Dieses gelang, 1975 wurde der Klub Vizemeister und 1980 Meister.
Bereits 1978 nahm der Colorado erstmalig an der Austragung der nationalen Meisterschaft teil. Die Copa Brasil 1978 schloss der Klub als 47. von 74 Teilnehmern ab (sieben Siege, sechs Unentschieden, zwei Niederlagen, 15:20 Tore). Bis einschließlich 1983 konnte der Klub jedes Jahr in der Liga bleiben. Die beste Platzierung war der 15. Platz in der Taça de Ouro 1983. Zur Saison 1985 qualifizierte sich Colorado für die zweite Liga, die Taça de Prata 1985. Hier unterlag man bereits in der ersten Runde gegen den Marília AC mit 1:1 und 0:3. Was in der Gesamtwertung einen 20. von 24 Plätzen bedeutete. 1988 erfolgte ein Auftritt in der dritten Liga. Von 43 Klubs wurde Colorado Vorletzter.
Im Dezember 1989 beschlossen die Vorstände von Colorado und des EC Pinheiros (PR) die Vereinigung ihrer Klubs zum Paraná Clube.
Nach Angaben der Historiker James Skroch und Julio Bovi Diogo bestritt der Verein im Laufe seines Bestehens 803 Spiele. Es gab 338 Siege, 270 Unentschieden und 195 Niederlagen, mit 982 erzielten Toren und 677 Gegentoren, katalogisiert im Almanaque do Colorado.
Einer der größten Erfolge des Vereins war der 4:0-Sieg über Flamengo Rio de Janeiro am 15. März 1981 mit drei Toren von Jorge Nobre und einem weiteren von Ditão. Das für die brasilianische Meisterschaft gültige Spiel wurde im Estádio Couto Pereira vor 32.000 Zuschauern ausgetragen.

## Bekannte Spieler
Bekanntester Spieler von Colorado war der rechte Verteidiger Ary Marques, welcher von 1975 bis 1989 über 500 Spiele für den Klub bestritten haben soll.

## Erfolge
- Staatsmeisterschaft von Paraná: 1980
- Vizestaatsmeisterschaft von Paraná: 1974, 1975, 1976, 1979, 1982
- Taça Cidade de Curitiba[5] (Stadtmeisterschaft): 1974, 1975